# Nina Neidhart
Nina Neidhart (født 16. juni 2001 i Mödling, Østrig) er en kvindelig østrigsk håndboldspiller, der spiller for Hypo Niederösterreich og Østrigs kvindehåndboldlandshold, som venstre fløj.